# 霍瓦爾普尼爾
霍瓦爾普尼爾（Hofvarpnir），是弗麗嘉（Frigg）的侍女蓋娜（Gna）的馬，名字的意思是「迅馳者」（Hoof Thrower）。牠可以自由的穿梭於空氣和水中。牠的父母是弗麗嘉的一對種馬：和，除此之外沒有其他描述了。